# Neotrogla
Neotrogla é um gênero de insetos cavernícolas da ordem Psocoptera, endêmico dos estados de Minas Gerais, Tocantins e Bahia, no Brasil.
Apresentam um comportamento de cópula em que as fêmeas procuram ativamente pelos machos e possuem um tipo de pênis para lhes penetrar. A reversão de papéis e órgãos sexuais, característica compartilhada por todas as espécies do gênero, não é conhecida em nenhum outro animal.

## Habitat
Neotrogla são encontrados em sistemas de cavernas calcárias secas e oligotróficas nos estados de Minas Gerais, Tocantins e Bahia. Todas espécies são endêmicas exclusivas do Brasil. Elas se alimentam de guano de morcegos e também de suas carcaças.

## Morfologia
Neotrogla são do tamanho de pulgas. O gênero pode ser diferenciado de outros membros da subfamília Speleketorinae pela presença de espinhos articulados na parte anterior de suas pernas e pelas suas genitálias características. Ambos sexos apresentam pelos nos tarsos, que são maiores nas fêmeas. As asas anteriores de Neotrogla são ramificadas e as posteriores são marrons.

### Caraterística sexual única
As fêmeas de Neotrogla apresentam um órgão copulador (para transferência de gameta) normalmente encontrado nos animais masculinos, e similar a um pênis, chamado "gynosoma". Esta estrutura desempenha o mesmo papel do pênis masculino. Os macho também apresentam bolsas similares aos poros genitais femininos, denominadas "phalosomas". Os espinhos e a morfologia do gynosoma se adaptam apenas às bolsas dos machos da mesma espécie. As fêmeas procuram agressivamente pelos machos, enquanto estes são mais seletivos na escolha das parceiras.
Durante a cópula, a fêmea sobe no macho e penetra sua pequena abertura genital por trás. As contrações do gynosoma e seus espinhos mantêm os indivíduos acoplados firmemente. Uma tentativa de separar indivíduos em acasalamento rasgou o macho em dois, deixando seus órgãos reprodutivos presos na fêmea. A fêmea usa seu gynosoma para extrair esperma e nutrientes do esperma dos machos. Uma única sessão de acoplamento pode durar de 40 a 70 horas.
A mudança de órgãos sexuais apresentada pelos insetos podem ser explicadas teoricamente a partir da carência de nutrientes no ambiente das cavernas. A extração de nutrientes dos machos pelas fêmeas é útil evolutivamente porque estes nutrientes serão usados na formação dos ovos. As fêmeas de Neotrogla drenam fluidos seminais dos machos mesmo quando eles são jovens demais para reproduzir. Isso suporta a teoria do presente nupcial. Se os machos gastam a maior parte de seus recursos limitados para produzir este líquido rico em nutrientes, também ajudaria a explicar por que os machos são exigentes na escolha de suas parceiras. Machos de outros insetos também produzem "presentes nupciais de nutrientes" semelhantes, para serem transferidos durante o acasalamento. No entanto, a origem evolutiva do gynosoma continua sendo um mistério completo. Em geral, uma nova estrutura evolui a partir da modificação de uma ou mais estruturas existentes previamente. Tal adaptação seria "excepcionalmente difícil" devido à necessidade de estruturas genitais masculinas e femininas disponíveis para alteração ao mesmo tempo.
A penetração de machos por fêmeas é conhecida em algumas espécies, mas apenas as fêmeas Neotrogola apresentam um órgão bem definido que pode ser descrito como um pênis. Da mesma forma, a inversão de papéis sexuais já foi registrada em algumas outras espécies animais. Mas Neotrogla parece ser o único com as duas características ao mesmo tempo, sendo uma oportunidade única para estudar o conflito entre os sexos e o papel da seleção sexual na evolução. Para Kazunori Yoshizawa, "Será importante para desvendar por que, entre tantas espécies com papéis sexuais diferenciados, apenas Neotrogla evoluiu um pênis feminino".

## História taxonômica
Neotrogla foi descoberta pelo ecólogo brasileiro Rodrigo Ferreira. Em 2010, o entomologista Charles Lienhard nomeou os insetos como um novo gênero, definindo Neotrogla brasiliensis como a espécie tipo. Uma quarta espécie foi descrita depois, também ocorrendo no estado da Bahia. Este é o primeiro gênero neotropical de Sensitibillini, uma tribo da subfamília Speleketorinae conhecida anteriormente apenas de cavernas na África. Neotrogla é muito semelhante ao gênero Afrotrogla, que ocorre em cavernas na África do Sul e na Namíbia.